# ۵-دئوکسی‌اینوسیتول

۵-دئوکسی‌اینوسیتول

۵-دئوکسی‌اینوسیتول (به انگلیسی: 5-Deoxyinositol) یک ترکیب شیمیایی با شناسه پاب‌کم ۴۴۱۴۳۷ است. شکل ظاهری این ترکیب، بلورهای جامد است.